# Alt Gr

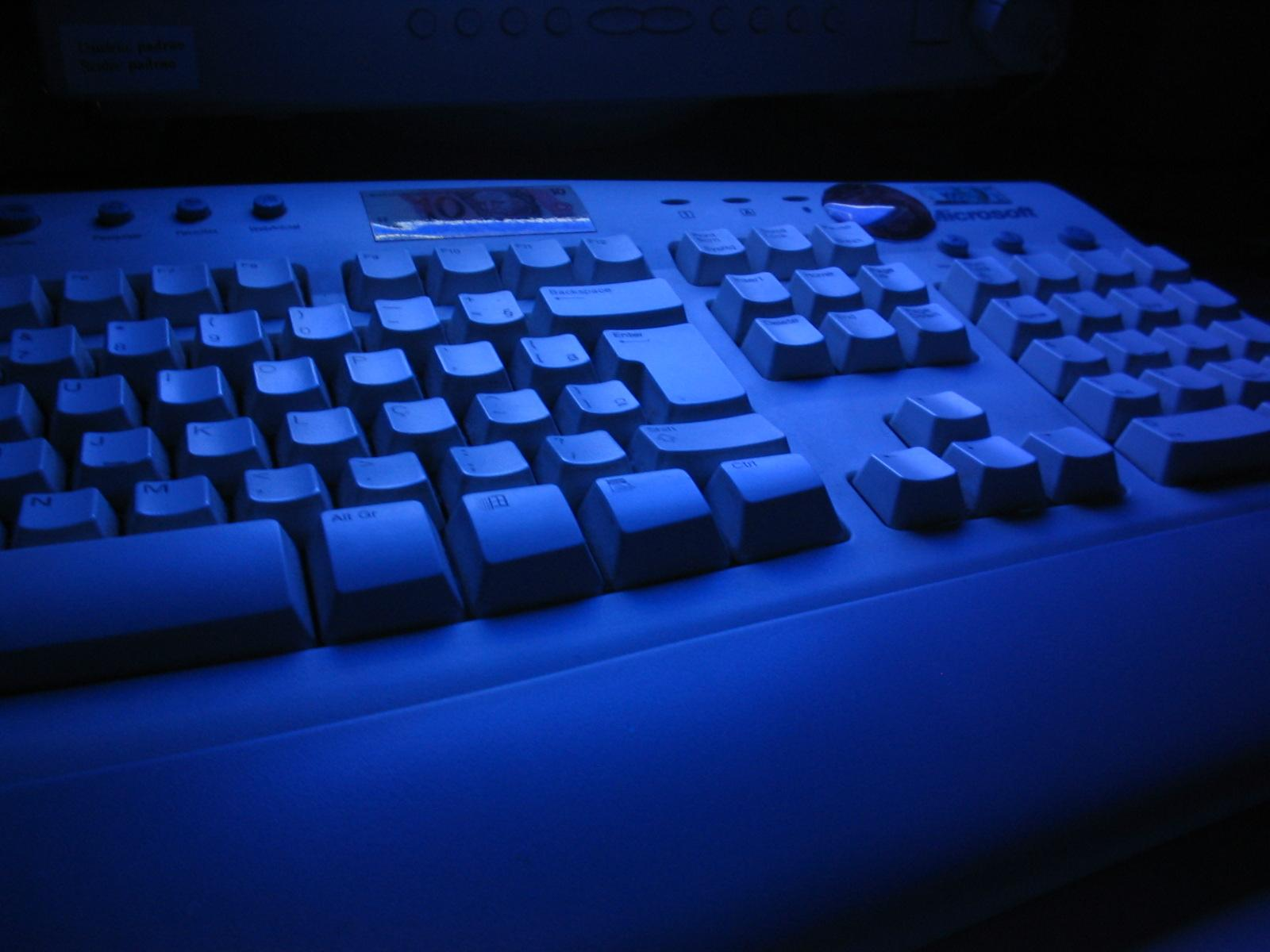
De Alt Gr-toets, rechts naast de spatiebalk

Alt Gr, een afkorting van "alternate graphic", is een toets op het toetsenbord van een computer waarmee tekens met accenten of andere speciale tekens kunnen worden ingevoerd.
Bij gebruik van AZERTY-toetsenborden dienen tekens als \, @, #, ^, {, }, ~, [ en ] alsook het euroteken (€) met de Alt Gr aangemaakt te worden.
Op Amerikaanse toetsenborden is de combinatie Ctrl+Alt equivalent aan 'Alt Gr', daarom is Ctrl+Alt niet nodig in sneltoetscombinaties. In de rest van de wereld en wanneer voor de toetsenbordindeling 'VS-Internationaal' gekozen wordt, doet de rechter Alt-toets dienst als 'Alt Gr' (hoewel Ctrl+Alt ook dan als 'Alt Gr' gebruikt kan worden).

## Toetsenbord
Op een IBM/Windows toetsenbord (QWERTY) is het een toets rechts van de spatiebalk die soms nog het opschrift 'Alt' draagt: